# Rudolf Zajac
Pour les articles homonymes, voir Zajac.
Rudolf Zajac, né le 9 février 1951 à Bratislava, est un médecin et homme politique slovaque.
Le 16 octobre 2002, il est nommé ministre de la Santé dans le gouvernement Dzurinda II.

## Biographie

### Vie privée
Rudolf est marié et à deux enfants.